# Pleurothallis pulvinaris
Pleurothallis pulvinaris är en orkidéart som beskrevs av Carlyle August Luer och Rodrigo Escobar. Pleurothallis pulvinaris ingår i släktet Pleurothallis och familjen orkidéer. Inga underarter finns listade i Catalogue of Life.